# Nephodia sericea
Nephodia sericea är en fjärilsart som beskrevs av W. Warren 1897. Nephodia sericea ingår i släktet Nephodia och familjen mätare. Inga underarter finns listade i Catalogue of Life.